# Баварія (хокейний клуб, Мюнхен)
Баварія (нім. Bayern) — хокейний клуб з міста Мюнхен, Німеччина. Заснований у 1966, проіснував до 1969.

## Історія
Влітку 1965 відбулись перемовини із клубом МЕВ 1883 Мюнхен та хокейною секцією ФК «Баварія» (Мюнхен) та лише 7 січня 1966 року створений хокейний клуб «Баварія». В тому ж сезоні клуб посів третє місце в Оберлізі. Наступного сезону здобули право виступати в Бундеслізі, де відіграли два сезони та здобули Кубок Німеччини 1967 році. У 1969 припинили існування.

## Статистика
| Сезон   | Ліга     |                 | Місце            |
| ------- | -------- | --------------- | ---------------- |
| 1965/66 | Оберліга |                 | 3 місце          |
| Сезон   | Ліга     | Попередній етап | Підсумкове місце |
| 1966/67 | Оберліга | 2 місце         | 1 місце          |
| 1967/68 | БЛ       | 4 місце         | 3 місце          |
| 1968/69 | БЛ       | 6 місце         | 3 місце          |

## Відомі гравці
Леонард Вайтль, Ганц Губер, Георг Кінк.